# Le Téléjournal-Manitoba
 (août 2019).
Le Téléjournal Manitoba est un bulletin de nouvelles diffusé à la télévision de Radio-Canada au Manitoba. L'émission mêle nouvelles provinciales, nationales et internationales. On y présente aussi les nouvelles culturelles, les nouvelles sportives et les prévisions météo. Une place est aussi faite aux organismes et personnes de la communauté franco-manitobaine. Le bulletin d'une durée de 30 minutes est diffusé tous les jours et est animé par Geneviève Murchison et Samuel Rancourt.

## Production
L'émission est produite par une équipe éditoriale qui compte une quinzaine de journalistes affectés à la télévision et au web. Le bulletin est produit à l'édifice d'ICI Radio-Canada au centre-ville de Winnipeg, dans un studio qui sert aussi de salle des nouvelles régionales pour les équipes de télévision et du web.

## Moyens techniques
Les moyens techniques dont dispose l'équipe d'ICI Manitoba sont impressionnants comparés au nombre de francophones qui vivent dans la province. L'équipe du Téléjournal-Manitoba peut en effet compter sur huit fourgonnettes de journalisme électronique etc' est la seule station radio-canadienne dans l'Ouest à posséder un camion satellite pour assurer la couverture en direct d'événements sur le terrain. 
L'équipe possède aussi un serveur informatique dans lequel est numérisé tout le matériel audiovisuel qui peut alimenter l'ensemble du réseau national. La station a également ses propres archives.

## Journalistes-présentateurs
- Laïssa Armelle Pamou, présentatrice
- Geneviève Murchison, présentatrice
- Samuel Rancourt, présentateur
- Patricia Bitu Tshikudi, présentatrice et réalisatrice (téléjournal weekend)
- Christelle Dorn-Thierry, journaliste aux arts et divertissement
- Pierre-Gabriel Turgeon, journaliste aux sports
- Caroline Touchette, journaliste aux affaires communautaires